# 鵜飼長三郎
鵜飼 長三郎（うかい ちょうざぶろう、1874年（明治7年）7月 - 没年不明）は、日本の建築家である。本願寺技師として、伊東忠太とともに旧真宗信徒生命保険株式会社本館（本願寺伝道院）および二楽荘の建設に携わり、東京府内務部営繕局長を務めた。旧姓は越本。

## 経歴
1874年（明治7年）7月、奈良県奈良市転害門内東入ル雑司町に生まれる。東京府市政通信社編 (1926)によれば、鵜飼家は「父祖十二代連綿として建設業を受け継ぎ、代々斯界に名声を馳せていた」家系であり、先代の鵜飼源三郎は東大寺大仏殿の大修繕や築地本願寺・西本願寺の建立にも携わった。工手学校卒業後、明治神宮神楽殿建築監督などを務める。
1898年（明治31年）から1901年（明治34年）にかけて渡米し、「ハムボルド・ドローイング・スクール」を卒業する。日本に戻ったのち家名を継ぎ、宮内省内匠寮を経て本願寺技師となる。帰国後の鵜飼（越本）は伊東忠太の校閲のもと建築図案集の出版に関わった。1907年（明治40年）には「越本長三郎」名義で『和洋住宅間取実例図集』『商店建築図案集』を上梓している。後者について、著者名の表記は、扉頁では「越本長三郎」だが、奥付では「鵜飼長三郎（旧姓:越本）」と併記されている。
大谷光瑞の意を受け、1908年（明治41年）起工の二楽荘の設計をおこなう。実質的な設計については鵜飼が担当し、伊東忠太は求めに応じて助言を与えた。また、1910年（明治43年）起工の真宗信徒生命保険株式会社・本館の建設に、工事監督として携わる。同建築の設計者は伊東であるとみなされることが多いが、倉方 (2003)は、『伊東忠太建築作品』に図版が残されていないこと、塔部構成が伊東の作品というよりはむしろ鵜飼の二楽荘に類似していることから、従来伊東の初期の代表作とされていたこの建築に、鵜飼の意匠設計が強く影響している可能性を示唆している。翌年、鵜飼は伊東とともに西本願寺香港布教所の図面をつくっているが、これは実現しなかった。
1918年（大正7年）、東京府庁舎修繕工事設計監督を務めたのち、東京府内務部営繕局長に任ぜられる。1922年（大正11年）には平和記念東京博覧会工事総括監督を務める。また、1923年（大正12年）の関東大震災にあたっては応急建築物の建設主任となった。しかし、1935年（昭和10年）には青山師範学校の新築にともない、建築施工業者の上遠組から収賄を受けたとして逮捕・収監される。1937年（昭和12年）12月28日、東京地方裁判所から16000円の収賄が認められ、懲役1年6月、追徴金1万5800余円の実刑判決が下された。後に懲役1年に減軽され1939年（昭和14年）4月6日確定、休職中であった東京府技師を失官。これにより勲五等及び第一回国勢調査記念章、大礼記念章（昭和）、帝都復興記念章を褫奪された。
- 真宗信徒生命保険株式会社本館
- 二楽荘